# Stanisław Jędryka
Stanisław Józef Jędryka (né le 27 juillet 1933 à Sosnowiec et mort le 22 avril 2019 à Varsovie) est un réalisateur et scénariste polonais.
Il crée principalement des films et des séries pour la jeunesse.

## Biographie
En 1951, Stanisław Jędryka est diplômé du lycée Bolesław Prus III (pl) de Sosnowiec, et en 1956, il est diplômé du département de réalisation cinématographique et télévisuelle de l'École nationale de cinéma de Łódź.
Ses premiers films importants sont la série télévisée Do przerwy 0:1 et sa version cinématographique Paragon gola !. Les séries télévisées d'aventures Wakacje z duchami et Podróż za jeden uśmiech, tournées en 1971, sont devenues des classiques du cinéma polonais, et son long métrage de 1974, Koniec wakacji a reçu de nombreux prix et récompenses, notamment le prix du jury des enfants du 9e FIF des enfants de Moscou 1975 et le prix du 11e FIF des enfants de Téhéran 1976.
Il meurt le 22 avril 2019 et est inhumé le 8 mai 2019 dans l'allée des Distingués du cimetière militaire de Powązki à Varsovie (section de cimetière G-tuje-44).

## Crédit d'auteurs
- (pl) Cet article est partiellement ou en totalité issu de l’article de Wikipédia en polonais intitulé « Stanisław Jędryka » (voir la liste des auteurs).